# Klorofill

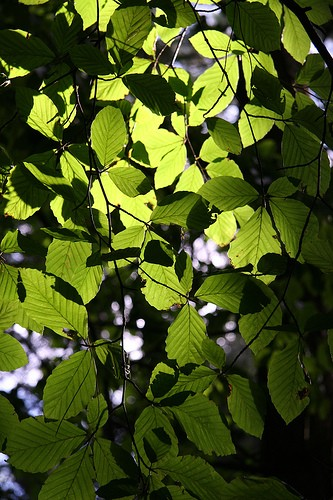
A klorofill adja a levelek zöld színét.

A klorofill a cianobaktériumokban, valamint az algák és növények kloroplasztiszában található zöld pigment bármelyike. Azon anyaga, amely a napsugárzás energiáját elnyeli, és közvetíti a sejtben végbemenő szintetikus folyamatoknak. Többféle fotoszintetikus pigment létezik: „a”, „b”, stb. klorofill.
Viaszállományú, rendkívül érzékeny vegyület, amely már enyhe behatásra (levegő, fény, savak, bázisok) is visszafordíthatatlanul megváltozik.[forrás?]

## Etimológia
Neve a görög χλωρός khlórosz (=zöld) és φύλλον phüllon (=levél) szavakból származik.

## Története, felfedezése
A klorofillt Richard Willstätter (1904-1913) különítette el először tisztán, és megállapította, hogy két hasonló szerkezetű anyag keveréke. A kétféle klorofill szerkezetét Hans Fischer állapította meg 1940-ben. Szintetikusan először Woodwardnak sikerült előállítania 1960-ban.

## Szerkezete
A két vegyület, a klorofill-A és a klorofill-B csak a 3-helyzetű szénatom szubsztituensében különböznek, a klorofill-A egyik metilcsoportja helyett a klorofill-B-ben formilcsoport található. A klorofill-A kékeszöld, a klorofill-B sárgászöld színű, a klorofill-A körülbelül háromszor akkora mennyiségben van jelen, mint a klorofill-B. A 7,8-dihidro-porfinváz (klorinváz) komplex kötésű magnéziumot tartalmaz. A gyűrű oldalláncában lévő egyik karboxilcsoportot egy diterpénalkohol, a fitil-alkohol vagy más néven fitol észteresíti. Ez a molekulában egy hosszú apoláris szénhidrogénrészt alkot.
A klorofill-A interaktív 3D molekulamodelljét itt Archiválva 2018. november 5-i dátummal a Wayback Machine-ben találjuk.
|  | A klorofill-A molekulamodellje |

Érdekesség, hogy a vérben lévő hemoglobinmolekulában található hem rész hasonlít a klorofillmolekulához. De fontos különbség például, hogy a hem vas(II)-iont, míg a klorofill magnéziumiont tartalmaz.